# Димедрол

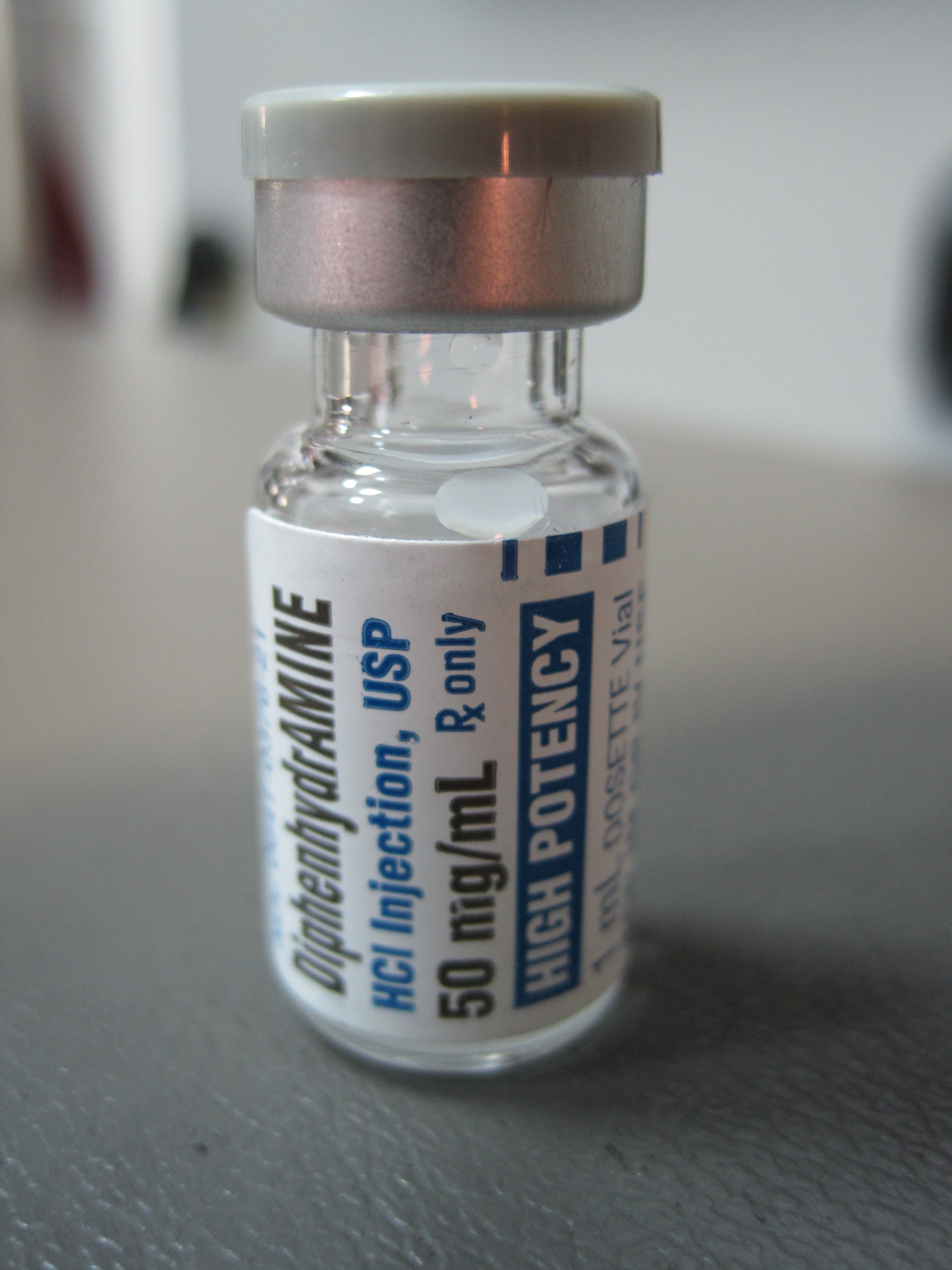
Димедро́л

Димедро́л (дифенгідрамін (англ. diphenhydramine (DPH)); МНН: 2-(diphenylmethoxy)-N, N-dimethylethanamine; b-диметиламіноетилового ефіру бензгідролу гідрохлорид) — протиалергійний лікарський препарат, що знімає спазми бронхів і кишечника, розширює кровоносні судини, при лікуванні кропивниці, деяких дерматитів та при розладах сну як снодійний засіб.

## Фармакологічні властивості

### Фармакодинаміка
Димедрол належить до антигістамінних засобів, які блокують Н1-рецептори. Знімає спазм гладкої мускулатури, зменшує проникність капілярів, запобігає та послаблює алергічні реакції, має місцевоанестезуючий, протиблювотний, седативний ефекти, помірно блокує холінорецептори вегетативних гангліїв, виявляє снодійний ефект. Центральні ефекти препарату обумовлені центральною холінолітичною активністю і, можливо, впливом на Н3-рецептори мозку.

### Фармакокінетика
Швидко надходить у тканини; проникає через плацентарний бар'єр. Метаболізується в печінці з утворенням дифенілметоксиоцтової кислоти, частково піддається метаболізму в легенях і нирках. Через 30 хв концентрація в тканинах досягає максимуму (більш за все в легенях, селезінці, нирках, печінці, мозку і м'язах), а через 6 годин метаболіти зникають з тканин. Період напіввиведення — 2–8 год. Протягом доби повністю виводиться з організму з сечею, тільки в незначній кількості в незміненому вигляді, а в основному — у вигляді бензгідролу, кон'югованого з глюкуроновою кислотою. Підлягає гемодіалізу. Димедрол є індуктором мікросомальних ферментів, тому прискорює біотрансформацію як свою, так і інших лікарських засобів.

## Показання для застосування
- Анафілактичний шок,
- кропив'янка,
- сінна гарячка,
- сироваткова хвороба,
- геморагічний васкуліт (капіляротоксикоз),
- поліморфна ексудативна еритема,
- ангіоневротичний набряк Квінке,
- сверблячі дерматози, свербіж,
- алергічний кон'юнктивіт та алергічні захворювання очей,
- алергічні реакції, пов'язані з прийманням ліків,
- хорея,
- хвороба Меньєра,
- післяопераційне блювання.

## Побічна дія
При введенні димедролу в організм, можливі побічні дії, серед них: сухість у роті, нудота, блювання, запор, діарея, біль у ділянці живота, порушення координації, загальна слабкість, сонливість, запаморочення, головний біль. При тривалому застосуванні можуть розвинутися алергічні реакції, безсоння, підвищена втомлюваність, артеріальна гіпотензія, відчуття сердцебиття, синусова тахікардія, ксеростомія, затримка сечі, нечіткість зору, фотосенсибілізація.

## Протипоказання
- Підвищена чутливість до димедролу;
- тяжкі захворювання серцево-судинної системи, нирок і печінки;
- І триместр вагітності і лактація;
- новонароджені.

## Передозування
Симптоми: сухість у роті, розширення зіниць, утруднене дихання, тахікардія, збудженість, марення, сплутаність свідомості, гіперкінезія.

## Синоніми

### Брендові назви
Acetadryl, Advil PM, Aleve PM, Allegra Cooling Relief Anti-itch, Banophen, Benadryl, Benadryl Itch Stopping, Benadryl-D Allergy and Sinus, Calagel, Damylin With Codeine, Dimetapp Nighttime Cold & Congestion, Diphen, Diphenhist, Diphenist, Excedrin PM Triple Action, Goody's PM, Legatrin PM, Motrin PM, Nytol, Nytol Quickgels, Percogesic Reformulated Jan 2011, Siladryl, Simply Sleep, Sleepinal, Sominex, Triaminic Night Time Cold & Cough, Tylenol PM, Unisom, Unisom Sleep, Vanamine, Wal-dryl, Wal-som (doxylamine), Z-sleep, Zzzquil
Aleryl, Alledryl, Allerdryl (Valeant), Belix, Benylan (Biogen), Dermodrin (Montavit), Desentol (Meda), Dibondrin (Montavit), Dimedrol (Zdorovie), Diphen (Wockhardt), Dormarex 2, Genahist, Histaxin (Meda), Hyrexin (Hyrex), Nytol Quickgels (GlaxoSmithKline), Restamin (Kowa Souyaku), Siladryl, Silphen Cough

## Реалізація в Україні та протизаконне використання
При додавані до алкогольних напоїв спостерігається наркотичне звикання.
Є приклади «кримінального» застосування препарата.
23.10.2008 приписом N 5568/07-27 державною інспекцією з контролю лікарських засобів була заборонена реалізація (торгівля), зберігання та застосування лікарського засобу Димедрол в ампулах виробництва АТ «Галичфарм» (Україна) на підставі встановлення факту невідповідності вимогам аналітичної нормативної документації до реєстраційного посвідчення N UA/4950/01/01.